# Calyptomyrmex rennefer
Calyptomyrmex rennefer (лат.) — вид мелких муравьёв рода Calyptomyrmex из подсемейства Myrmicinae (Formicidae). Африка (Заир).

## Описание
Мелкие муравьи, длина тела около 3 мм. Длина головы (HL) от 0,70 до 0,74 мм, ширина (HW) от 0,72 до 0,76 мм. От других африканских видов рода отличается длинными волосками на первом тергите брюшка и простыми волосками на клипеусе; имеют эргатоидных самок (в Африке они известны ещё только у одного вида: Calyptomyrmex piripilis). Длина скапуса усика (SL) от 0,40 до 0,44 мм. Основная окраска тела коричневого цвета. Голова и тело покрыты чешуевидными волосками. Проподеум угловатый, но без явных шипиков. Глаза мелкие (около 10 омматидиев в длинном ряду). На голове развиты глубокие усиковые бороздки, полностью вмещающие антенны. Усики самок и рабочих 12-члениковые с булавой из 3 вершинных члеников (у самцов усики 12-члениковые, но без булавы). Максиллярные щупики 2-члениковые, нижнечелюстные щупики из 2 члеников. Наличник широкий с двулопастным выступом (клипеальная вилка). Стебелёк между грудкой и брюшком состоит из двух члеников: петиолюса и постпетиолюса (последний четко отделен от брюшка), жало развито, куколки голые (без кокона). Петиоль, постпетиоль и брюшко пунктированные. Вид был впервые описан в 1981 году английским мирмекологом Барри Болтоном (B.Bolton, British Museum (Natural History), Лондон, Великобритания).